# Стреличево
Стреличево (бел. Стралі́чава) — агрогородок в Стреличевском сельсовете Хойникского района Гомельской области Республики Беларусь. Административный центр Стреличевского сельсовета.

## География

### Расположение
В 8 км на юг от районного центра и железнодорожной станции Хойники (на ветке Василевичи — Хойники от линии Гомель — Калинковичи), 111 км от Гомеля.

### Водная система
В 100 м от агрогородка расположен искусственный водоём.

## Транспортная сеть
Транспортные связи по просёлочной а затем автодороге Брагин — Хойники. Планировка состоит из 3 коротких, почти параллельных между собой улиц, близких к меридиональной ориентации. Застройка преимущественно деревянная, усадебного типа.

## История
По письменным источникам Стреличев известен с 1581 года как слобода в Киевском воеводстве Королевства Польского. Принадлежал к Остроглядовскому имению Щастного (Феликса Адаукта) Харлинского, а далее тем же владельцам, что и Хойники с Остроглядами, т. е. после Харлинских с 1627 г. – Абрамовичу, Брозовским, Шуйским, Прозорам.
Действовала деревянная церковь святого Михаила (в архивах церкви находились метрические книги с 1792 года).
После 2-го раздела Речи Посполитой (1793 год) в составе Российской империи. В 1795 году на месте старой построена новая деревянная церковь. По инвентарю 1844 года в составе поместья Хойники, принадлежала В.К. Прозору. В 1885 году водяная и конная мельницы. Согласно переписи 1897 года действовали церковно-приходская школа, хлебозапасный магазин. Рядом находился одноимённый фольварк. Весной 1905 года произошли столкновения жителей с полицией в связи с конфликтом крестьян с местным помещиком Авраамовым по вопросу использования пастбищ для скота. В 1908 году в Хойникской волости Речицкого уезда Минской губернии.
С 8 декабря 1926 года центр Стреличевского сельсовета Хойникского района Речицкого, с 9 июня 1927 года Гомельского (до 26 июля 1930 года) округов, с 20 февраля 1938 года Полесской, с 8 января 1954 года Гомельской областей.
В 1920-х годах организован совхоз «Стреличево». В 1930 году работала начальная школа. В 1930 году организован колхоз «Пролетарий», работали винокурня (с 1912 года), ветряная мельница, 2 кузницы, кирпичный завод, стальмашня и шорная мастерская. Во время Великой Отечественной войны действовало патриотическое подполье (руководитель В.И. Табачный). В сентябре-октябре 1942 года многие подпольщики были арестованы и после пыток расстреляны. 200 жителей погибли на фронте. Согласно переписи 1959 года центр совхоза «Стреличево». Расположены отделение связи, Дом культуры, библиотека, амбулатория, детский сад, средняя школа.
В состав Стреличевского сельсовета до 1995 года входили посёлки Гряда, Ленина, Красный Рог (до 1940 года Данилов Рог) и деревня Мокиш (в настоящее время не существуют).
Решением Хойникского районного Совета депутатов от 29 сентября 2009 года № 36 «О преобразовании некоторых населённых пунктов Хойникского района в агрогородки» деревня Стреличево преобразована в агрогородок Стреличево.

## Население

### Численность
2021 год — 749 жителей, 261 хозяйство

### Динамика
- 1850 год — 290 жителей, 70 дворов
- 1885 год — 537 жителей
- 1897 год — 848 жителей, 139 дворов (согласно переписи)
- 1908 год — 1036 жителей, 162 двора
- 1930 год — 1072 жителя, 175 дворов
- 1959 год — 1828 жителей (согласно переписи)
- 2004 год — 948 жителей, 320 хозяйств
- 2021 год — 749 жителей, 261 хозяйство

## Экономика
- КСУП «Экспериментальная база «Стерличево»

## Культура
- Музей ГУО «Стреличевская средняя школа имени В. Н. Марченко»
- Стреличевский Центр досуга — Филиал ГУК «Хойникский районный Дом культуры»

## Достопримечательность
- Здание винокурни, которое местные жители называют броваром. Было построено в 1912 г. на территории деревни Стреличево, которая входила на тот момент в состав Речицкого уезда Минской губернии. Здание представляет собой типичный образец промышленной архитектуры, характерной для начала XX века. Сегодня бровар по назначению не используется.
- Молитвенный дом

### Памятник, скульптура
- Памятный знак, посвящённый 205-летию со дня рождения уроженца Стреличево И. А. Гошкевича[5].
- Памятник землякам, погибшим в годы Великой Отечественной войны (1970 год). Оцифрован 07.11.2023, размещён QR-код.

## Известные уроженцы

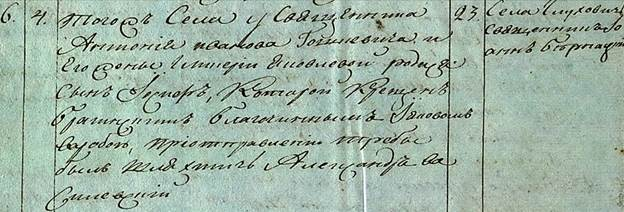
Запись о рождении Иосифа Гошкевича в метрической книге Свято-Михайловской церкви

- Иосиф Антонович Гошкевич (16 апреля 1814 — 15 мая 1875) — российский дипломат, востоковед-лингвист и естествоиспытатель; первый консул Российской империи в Японии (1858—1865)
- Николай Петрович Хованский (18.02.1923 — 14.01.1974) — Герой Социалистического Труда
- В. Л. Зинкевич — белорусский художник, председатель Правления Белорусского союза художников, заслуженный деятель искусств Республики Беларусь, лауреат Государственной премии Беларуси